# SINPO

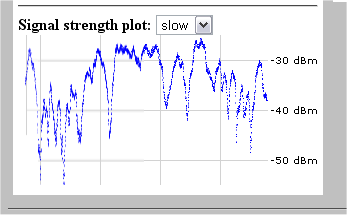
Evanescenza (detto anche: fading oppure QSB) del segnale di Radio Cina Internazionale ricevuto in Italia

SINPO, acronimo di Signal, Interference, Noise, Propagation e Overall, è un codice usato come rapporto d'ascolto per descrivere la qualità di una trasmissione radio, in particolare nei rapporti di ricezione scritti da radioascoltatori a emittenti radio.

## Parametri
I parametri utilizzati sono:
- Signal (S): intensità del segnale d'interesse;
- Interference (I): interferenze provenienti da altri segnali;
- Noise (N): presenza di rumori atmosferici;
- Propagation (P): qualità propagazione del segnale, presenza di evanescenza dovuta all'effetto fading;
- Overall (O): valutazione complessiva.

## Valori
Ogni parametro viene valutato con un numero da 1 a 5:
|   | S            | I           | N           | P           | O             |
| - | ------------ | ----------- | ----------- | ----------- | ------------- |
| 5 | molto forte  | nessuna     | nessuna     | nessuno     | ottima        |
| 4 | forte        | bassa       | bassa       | lieve       | buona         |
| 3 | media        | media       | media       | moderato    | media         |
| 2 | debole       | forte       | forte       | forte       | scarsa        |
| 1 | molto debole | molto forte | molto forte | molto forte | insufficiente |